# Stephanauge spongicola
Stephanauge spongicola är en havsanemonart som först beskrevs av Addison Emery Verrill 1883.  Stephanauge spongicola ingår i släktet Stephanauge och familjen Hormathiidae. Inga underarter finns listade i Catalogue of Life.